# Isabel Di Tella
Isabel Di Tella (10 giugno 1993) è una schermitrice argentina, specializzata nella spada.

## Palmarès
- Campionati panamericani

Cartagena  2013: bronzo nella spada a squadre.
San José 2014: bronzo nella spada individuale.
L'Havana 2018: argento nella spada individuale.